# 維克尼亞尼
48°53′13″N 25°4′58″E / 48.88694°N 25.08278°E
維克尼亞尼（烏克蘭語：Вікняни），是烏克蘭西部的村莊，隸屬伊萬諾-弗蘭科夫斯克州的伊萬諾-弗蘭科夫斯克區。該村始建於1443年，面積14平方公里，2022年人口746，人口密度每平方公里57.4人。